# 比利亚托瓦斯
比利亚托瓦斯，是西班牙卡斯蒂利亚-拉曼恰托莱多省的一个市镇。总面积182平方公里，总人口2187人（2001年），人口密度12人/平方公里。